# شمي كندي
شمي كندي هي قرية في مقاطعة ميانة، إيران. عدد سكان هذه القرية هو 32 في سنة 2006.